# Recherché en mai
Pour plus de détails, voir Fiche technique et Distribution.
Recherché en mai (پرسه در مه, Parse dar Meh) est un film iranien écrit et réalisé par Bahram Tavakoli, sorti en 2010.

## Synopsis
Amin, qui est un compositeur et pianiste, après avoir épousé Roya acteur de théâtre, est confronté à de nombreux problèmes...

## Fiche technique
- Titre : Recherché en mai
- Titre original : پرسه در مه (Parse dar Meh)
- Réalisation et scénario : Bahram Tavakoli
- Pays d'origine :  Iran
- Format : Couleur - Son : Mono
- Genre : Drame
- Durée : 87 minutes
- Dates de sortie :
- Vidéo : Hamid Khozouie Abyane
  -  Iran : 2010

## Distribution
- Leila Hatami : Roya
- Shahab Hosseini : Amin
- Masoud Rayegan : le maître
- Ahmad Saatchian
- Sam Maroufi
- Azadeh Riazi

## Distinctions
- Meilleur réalisateur Festival du film de Fajr